# Марко Макако
«Марко Макако» — полнометражный мультфильм 2012 года. В Дании вышел 13 сентября 2012, в России — 27 декабря 2012.

## Сюжет
Марко Макако работает пляжным охранником на тропическом острове. Он верой и правдой служит своему боссу, мечтая лишь об одном — раскрыть серьёзное преступление. Марко проводит собственные расследования по любому поводу и поднимает шумиху по пустякам. Однако вскоре ему по-настоящему повезёт: завоёвывая расположение красавицы Лулу, Марко раскроет коварный заговор богача Карло, вознамерившегося стать боссом.

### Роли озвучивали
| Действующее лицо | Исполнитель     | Русский дубляж     |
| ---------------- | --------------- | ------------------ |
| Марко Макако     | Петер Фрёдин    | Диомид Виноградов  |
|                  |                 | Дмитрий Курта      |
| Лулу             | Милле Лефельдт  | Ольга Шорохова     |
| Босс             | Джесс Ингерслев | Андрей Бархударов  |
| Пират            |                 | Василий Дахненко   |
| Карло            | Руне Толсгаард  | Константин Карасик |

На русский язык фильм дублирован объединением «Мосфильм мастер» на производственно-технической базе киноконцерна "Мосфильм", по заказу кинокомпании «Люксор» в 2012 году.
- Режиссёр дубляжа — Александр Рахленко